# فرد هالیدی
فرد هالیدی (به انگلیسی: Fred Halliday) (زاده ۲۲ فوریه ۱۹۴۶ - درگذشته ۲۶ آوریل ۲۰۱۰) نویسنده و استاد دانشگاه اهل ایرلند، متخصص روابط بین‌الملل و امور خاورمیانه، شبه‌جزیره عربستان و مسائل ایران بود.
فرد هالیدی پدیدهٔ زبان را در درک جهانی‌سازی بسیار مهم می‌دانست و به ۱۲ زبان دنیا از جمله زبان فارسی، عربی، لاتین، یونانی، فرانسوی، آلمانی، اسپانیایی، روسی، پرتغالی آشنایی داشت.
اهمیت انقلاب‌ها در تاریخ جهان و روابط بین‌الملل، اهمیت جنسیت در روابط ملی و بین‌المللی، ویژگی‌های منحصربه‌فرد سیاست در شبه‌جزیره عربستان، و اهمیت نمادهای فرهنگی مانند طنز و واژگان غیرعادی در روابط میان انسان‌ها از مهمترین دغدغه‌های پژوهشی او به‌شمار می‌رفتند.

## زندگی‌نامه
فرد هالیدی در ۲۲ فوریه ۱۹۴۶ در شهر داندالک در ایرلند چشم به جهان گشود. تحصیلات دبستانی و دبیرستانی خود را در ایرلند و انگلستان به پایان رسانید. برای تحصیلات دانشگاهی وارد دانشگاه آکسفورد شد و مدرک کارشناسی خود را در سال ۱۹۶۷ دریافت کرد. او مدرک کارشناسی ارشد خود را از مدرسه مطالعات شرقی و آفریقایی (۱۹۶۹) گرفت و در سال ۱۹۸۵ موفق در دریافت درجه دکترا در زمینهٔ روابط خارجی یمن  از مدرسه اقتصاد لندن شد.
هالیدی از سال ۱۹۸۳ و پیش از تکمیل دکترای خود، در مدرسه اقتصاد لندن به آموزش مشغول شد، و از سال ۱۹۸۵ تا ۲۰۰۸ استاد روابط بین‌الملل در آن دانشگاه بود. پس از بازنشستگی در سال ۲۰۰۸ تا مرگ، به عنوان پروفسور در مؤسسه پژوهش و مطالعات پیشرفته کاتالونیا در شهر بارسلون در اسپانیا به پژوهش پرداخت.
فرد هالیدی به عنوان یک زبان‌شناس، پدیدهٔ زبان را در درک جهانی‌سازی بسیار مهم می‌دانست و به ۱۲ زبان دنیا از جمله زبان فارسی، عربی، لاتین، یونانی، فرانسوی، آلمانی، اسپانیایی، روسی، پرتغالی آشنایی داشت. وی از سال ۱۹۶۵ بطور گسترده‌ای در خاور میانه و شمال آفریقا سفر کرد و با بسیاری از شخصیت‌های سیاسی، مذهبی و حتی شورشیان و مبارزان شخصاً ملاقات نمود.
فرد هالیدی در سال ۲۰۰۲ به عضویت فرهنگستان بریتانیا درآمد.
وی و همسر سابقش، ماکسین مولینو، دارای یک فرزند پسر به نام «الکس» بودند.

## تفکر سیاسی
فرد هالیدی معتقد بود که امپریالیسم بطور کلی نقشی پیشرفت‌دهنده در تغییرات جهانی ایفا می‌کند. او از مدافعین حمله شوروی به افغانستان، جنگ اول خلیج فارس، دخالت ناتو در جنگ بوسنی هرزگوین (۱۹۹۵)، دخالت ناتو در بحران کوزوو (۱۹۹۹)، و حمله آمریکا به افغانستان بود.

### انقلاب اسلامی
نخستین کتاب فرد هالیدی دربارهٔ ایران در سال ۱۹۷۸ میلادی (۱۳۵۶–۵۷) با عنوان «ایران: دیکتاتوری و توسعه» نوشته شد. به گفته خودش، او مثل اکثریت قریب به اتفاق تحلیل‌گران پیش‌بینی نمی‌کرد که در ایران انقلابی صورت بگیرد، اما مشکلاتی را که حکومت پهلوی با آن مواجه بود، بسیار عمده می‌دید. کمتر از یک سال پس از چاپ این کتاب، انقلاب ایران پیروز شد و عطش دانستن دربارهٔ این کشور باعث شد کتاب فرد هالیدی پس از ویرایش‌های مرتبط به وقایع انقلاب، تحت عنوان «مقدمه‌ای بر انقلاب ایران» دو بار تجدید چاپ شود. فرد هالیدی در سال‌های اولیه انقلاب، بارها به ایران سفر کرد.
در گردهمایی سال ۲۰۰۹ در مدرسه اقتصاد لندن که با موضوع جمهوری اسلامی ایران بعد از سی سال برگزار شد، فرد هالیدی در سخنانی به نتایج یکی از پژوهش‌هایش که در سال ۱۹۹۹ (در بیستمین سالگرد انقلاب) منتشر شد، اشاره کرد. او انقلاب ایران را از چند جهت مشابه چهار انقلاب فرانسه، روسیه، چین و کوبا می‌دانست:
- در انقلاب ایران مانند همه انقلاب‌های مهم دیگر، همه نیروهای مخالف نظام حاکم با هم ائتلاف کردند. گروه‌هایی با گرایش‌های لیبرالیستی و مارکسیستی تا محافظه‌کار مذهبی تحت یک رهبری متحد شدند و نهایتاً به پیروزی رسیدند.
- در همه این انقلاب‌ها، تنها بسیج مردم و عملکرد انقلابیون نبود که باعث انقلاب شد، بلکه ضعف در ساختار و به ویژه رهبری نظام حاکم هم نقش تعیین‌کننده‌ای در این زمینه داشت.
- یکی از پیامدهای همه این انقلاب‌ها و از جمله انقلاب ایران، به وجود آمدن یک طبقه حاکم بود که از نظر اقتصادی، تحصیلی و حتی خانوادگی با هم پیوند نزدیکی داشتند.

فرد هالیدی در بخش پایانی سخنرانی خود انقلاب ایران را در مجموع مدرن‌ترین انقلاب تاریخ بشر خواند. او همچنین ذکر کرد که انقلاب ایران، در کل انقلابی غیرخشونت‌آمیز بود. ایرانی‌ها بزرگترین اجتماعات تاریخ بشر را در تظاهرات انقلابی (و به ویژه استقبال از آیت‌الله خمینی) انجام دادند.
دلیل دیگری که آقای هالیدی ذکر کرد این بود که با اینکه در قانون اساسی ایران آمده که باید از مسلمانان جهان حمایت کرد و دولت ایران در واقع در کشورهای لبنان و فلسطین و بعضی موارد محدود دیگر این کار را کرده‌است. همچنین به عقیده آقای هالیدی در سال‌های پس از انقلاب در ایران، در این کشور سطحی از آزادی بیان عقاید مختلف در حکومت و جامعه دیده می‌شود که در هیچ حکومت انقلابی دیگری در جهان وجود ندارد.
آقای هالیدی سخنرانی اش را با این جمله به پایان برد که سی سال بعد از انقلاب، دنیا هنوز حرف جمهوری اسلامی و این ملت بزرگ را نشنیده است.